# Холлингхёрст, Алан
А́лан Джеймс Хо́ллингхёрст (англ. Alan James Hollinghurst; род. 26 мая 1954) — современный британский писатель, переводчик и литературный критик. Лауреат множества литературных наград, в том числе премии Сомерсета Моэма (1989), премии Джеймса Тейта Блэка (1994), Букеровской премии (2004). Член Королевского литературного общества.

## Биография
Алан Холлингхёрст родился в небольшом городе Страуде, в графстве Глостершир, на востоке Англии в семье банковского служащего. Холлингхёрст изучал английскую литературу в Оксфордском университете, получив степень бакалавра в 1975 году и магистра литературы (1979). 
Диссертация была посвящена произведениям Рональда Фирбанка, Эдварду Форстеру и Л.П.Хартли, открытым писателям-гомосексуалам.
С 1982 по 1995 год работал критиком в литературном приложении к газете The Times Literary Supplement.
Открытый гомосексуал.
В 2004 году за роман «Линия красоты» об эпохе Маргарет Тэтчер, увиденной глазами молодого гея, Холлингхёрст получил Букеровскую премию. В 2006 году вышла экранизация романа.